# 从黎明到衰落
《从黎明到衰落：西方文化生活五百年，1500年至今》（英語：From Dawn to Decadence: 500 Years of Western Cultural Life）是法裔美国历史学家雅克·巴尔赞创作的一本书，由哈珀柯林斯出版社在2000年出版，此时作者已93岁高龄。